# Dinh Trấn Biên (Phú Yên)
Dinh Trấn Biên là một đơn vị hành chính - quân sự tại Đàng Trong từ năm 1629 đến khoảng năm 1688. Do trị sở của dinh này đặt tại phủ Phú Yên nên còn được gọi là Dinh Trấn Biên - Phú Yên để phân biệt với một đơn vị hành chính - quân sự cũng có tên là Dinh Trấn Biên tồn tại từ năm 1698 đến năm 1808, với trụ sở đuợc đặt tại Biên Hòa ngày nay.

## Hình thành
Năm 1471, Lê Thánh Tông đem đại quân chinh phạt Chiêm Thành, hạ được thành Đồ Bàn và bắt được vua Chiêm Trà Toàn. Sau khi toàn thắng, vua Lê chia Chiêm Thành thành 3 tiểu quốc Nam Bàn (nay là vùng Tây Nguyên), Hoa Anh (nay là tỉnh Khánh Hòa), Chiêm Thành (nay thuộc Ninh Thuận, Bình Thuận), lấy núi Đá Bia làm mốc ranh giới Đại Việt với Chiêm Thành. Phần đất chiếm được, vua Lê cho lập đạo Quảng Nam gồm ba phủ: Thăng Hoa (sau là tỉnh Quảng Nam), Tư Nghĩa (sau là tỉnh Quảng Ngãi) và Hoài Nhơn (sau là Quy Nhơn), còn phần đất từ đèo Cù Mông xuống tới đèo Cả thì còn để cho lưu dân tự do, chưa đặt hành chính cai trị.
Năm 1578, Trấn thủ Thuận Quảng Nguyễn Hoàng bèn sai Lương Văn Chánh "chiêu tập dân Chiêm khai khẩn đất hoang ở Cù Mông, Bà Đài (Xuân Đài), cho dân di cư đến đấy. Lại mộ dân khai hoang ở trên dưới sông Đà Diễn, chia lập thôn ấp, ngày dân đông đúc", đặt nền móng khai khẩn vùng đất mới.
Năm 1611, quân Chiêm Thành đánh phá vùng đất mới. Chúa Tiên Nguyễn Hoàng sai chủ sự Văn Phong đem quân đi đánh dẹp, cho lập thành phủ Phú Yên thuộc trấn Quảng Nam, lập 2 huyện Đồng Xuân, Tuy Hòa thuộc phủ Phú Yên. Tuy nhiên, đến năm 1629, Văn Phong liên minh với Chiêm Thành âm mưu cát cứ ở Phú Yên, chúa Sãi Nguyễn Phúc Nguyên sai Phó tướng Nguyễn Phúc Vinh đi đánh dẹp. Sau khi cuộc nổi loạn bị dẹp tan, chúa Sãi cho lập dinh Trấn Biên và cho Quận mã Nguyễn Phúc Vinh làm Trấn thủ dinh Trấn Biên
Các tài liệu lịch sử chép sự kiện này như sau:
| “ | "…Văn Phong ở Phú Yên dùng quân Chiêm Thành để làm phản. Phó tướng Nguyễn Phúc Vinh đi đánh dẹp yên và lập dinh Trấn biên (khi mới mở mang, những nơi đầu địa giới đều gọi là trấn biên. Vì có công ấy, đặc biệt cho dùng ấn son…" | ” |
| — Quốc sử quán triều Nguyễn, Đại Nam thực lục tiền biên, quyển 4, Nhà xuất bản Sử học, Hà Nội 1962, tr.56. | |   |

| “ | "… Năm Kỷ Tỵ thứ 16 đời Hi Tông (Lê Long Đức thứ 1-1629) Văn Phong cấu kết với Chiêm thành làm phản, sai phó tướng Nguyễn Phúc Vinh dẹp được, lập dinh Trấn biên…" | ” |
| — Quốc sử quán triều Nguyễn, Đại Nam nhất thống chí, quyển 5, Nhà xuất bản Khoa học xã hội, Hà Nội, 1997. tr.7 | |   |

## Tiền đồn Nam tiến
Đàng Trong thời chúa Sãi chia ra 7 dinh: Chính Dinh (Phú Xuân), Cựu Dinh (Ái Tử – Quảng Trị), Quảng Bình, Vũ Xá, Bố Chính, Quảng Nam và Trấn Biên (Phú Yên). Sau khi thành lập, dinh Trấn Biên trở thành một tiền đồn cho công cuộc Nam tiến khai phá vùng đất mới của người Việt.
Năm 1653, vua Chiêm là Po Nraop (sử Việt chép là Bà Tấm) đem quân xâm lấn Phú Yên, chúa Hiền Nguyễn Phúc Tần sai Cai cơ Hùng Lộc lãnh 3.000 quân vượt đèo Hổ Dương núi Thạch Bi đánh đuổi Bà Tấm. Trước áp lực quân Đàng Trong, Bà Tấm xin hàng, chúa Nguyễn để từ sông Phan Rang trở vào cho vua Chiêm, còn từ sông Phan Rang trở ra lấy lập phủ Diên Ninh (sau đổi làm phủ Diên Khánh, nay thuộc Khánh Hòa); đồng thời đặt dinh Thái Khang, để Hùng Lộc làm Trấn thủ.
Mùa thu năm 1692, vua Chiêm là Po Saot (sử Việt chép là Bà Tranh) bỏ không tiến cống, họp quân cướp giết cư dân ở phủ Diên Ninh. Chúa Minh Nguyễn Phúc Chu sai Cai cơ Nguyễn Hữu Cảnh đem quân đi đánh dẹp, chiếm luôn phần đất còn lại của Chiêm Thành. Chúa Nguyễn đổi đất Chiêm Thành làm Thuận Phủ (sau đổi thành trấn Thuận Thành, nay thuộc Bình Thuận), cho con cháu Bà Tranh làm Khám lý để phủ dụ dân Chiêm Thành.

## Ngoại giao biên viễn
Bên cạnh vai trò giữ gìn an ninh biên giới phía Nam đối với Chiêm Thành, dinh Trấn Biên còn được phủ chúa Nguyễn ủy cho nhiệm vụ nhận các cống phẩm của vua Thủy (P’taoEa) và vua Lửa (P.taoPui). Đại Nam thực lục tiền biên chép: "…Thủy Xá và Hỏa Xá vào cống…. Buổi quốc sơ, vì cớ họ giáp giới với Phú Yên, cứ năm năm một lần sai người đến các nước ấy cho quà (áo gấm, mũ, nồi đồng, chảo sắt và chén đĩa bằng sứ). Vua hai nước ấy nhận được vật cho, tức thì sắm sửa phẩm vật địa phương (kỳ nam, sáp ong, nhung hươu, mật gấu, voi đực) để hiến…".
Phủ biên tạp lục cũng ghi: "…Năm năm một lần, chúa Nguyễn sai cai đội Phú Yên làm chánh phó sứ đem cho áo gấm, mũ, nồi đồng, chảo gang, bát sứ các vật và thu thuế cống". Vua nước ấy "soạn ngay các thứ kỳ nam, sáp ong, lộc nhung, tê giác, mật gấu, voi đực giao cho sứ giả đem về dâng (chúa)" .
Năm Tân Mão (1711), đời chúa Nguyễn Phúc Chu: "…Đôn vương và Nga vương ở hai rợ Nam Bàn và Trà Lai (sau gọi là Jarai), (giáp với Phú Yên và Bình Định) sai sứ đến dâng vật phẩm địa phương… chúa cho Ký thuộc là Kiêm Đức đem thư đến hiểu dụ những tù trưởng, cho họ áo sa áo đoạn và đồ đồng đồ sứ…".
Lịch sử Công giáo tại Việt Nam cũng ghi nhận một nhà nguyện công cộng được xây dựng tại dinh Trấn Biên, hình thành xứ đạo đầu tiên của giáo xứ Mằng Lăng. Hai nhân vật Công giáo người Việt được ghi nhận là Maria Mađalêna Ngọc Liên, là người sáng lập ngôi nhà thương đầu tiên để săn sóc, cứu chữa các bệnh nhân; và con đỡ đầu của bà là Anrê Phú Yên, về sau trở thành một trong những thánh tử đạo Việt Nam.

## Biên cương di chuyển về phía Nam
Cái tên dinh Trấn Biên thay bằng dinh Phú Yên năm nào cũng không ai rõ. Chỉ biết năm 1688, Phủ Biên tạp lục ghi: Chúa Nguyễn Phúc Trân "sai phó tướng dinh Trấn Biên là Vạn Long hầu làm Thống binh… Thủ hợp Chính dinh là Văn Vy làm Tham mưu vào cửa biển Mỹ Tho… đánh phá lũy của Hoàng Tiến…" 
Đại Nam thực lục tiền biên chép: năm 1689, "…Chúa bèn sai Hữu Hào làm thống binh… Nguyễn Thắng Sơn làm tiên phong, kén thêm quân ở Phú Yên, Thái Khanh và Phan Rí để tiến đánh Chân Lạp…" .
Như vậy, đến năm 1688 Phú Yên không còn làm nhiệm vụ trấn biên nữa, và đến năm 1698, khi Nguyễn Hữu Cảnh lấy đất Nông Nại đặt làm Gia Định phủ, lập xứ Đồng Nai làm huyện Phước Long, dựng dinh Trấn Biên, lấy đất Sài Gòn làm huyện Tân Bình, dựng dinh Phiên Trấn, thì vai trò trấn biên chuyển về cho dinh Trấn Biên mới.